# Ольденбурзьке графство
О́льденбурзьке гра́фство (нім. Grafschaft Oldenburg) — німецьке графство у 1189—1774 роках зі столицею в нижньосаксонському місті Ольденбург. Керувалося графами із Ольденбурзького дому, представниками старої саксонської знаті. Перебувало у складі Священної Римської імперії (до 1448, 1454—1667) і Данії (1448—1454, 1667—1773). Часто воювало із сусідами: фризами, ганзейським Бременом і Мюнстерським єпископством. 1448 року ольденбурзький граф Крістіан став королем Данії, а згодом — королем Норвегії і Швеції. На короткий час графство увійшло до складу Данії, але 1454 року перейшло до королівського брата Гергарда. Його правнук Адольф був першим герцогом із Гольтштейн-Готторпського дому. У XVI ст. ольденбурзький граф Антоній І навернувся до лютеранство, секуляризував монастирські володіння і 1547 року за допомогою імператора Карла V приєднав Дельменгорстське графство. Його правнук, граф Антоній Гюнтер розширив межі графства і, дотримуючись політики нейтралітету, зміг зберегти його від руйнувань Тридцятилітньої війни. 1667 року, після його смерті, графство повернулося до Данської корони. Чума 1660-х років спустошила Ольденбург, внаслідок чого він занепав; данські королі не були зацікавлені у розвитку цього анклаву. За умовами Копенгагенського договору (1767) і Царськосільського трактату (1773) Данія обміняла графство на частину Шлезвігу-Гольштейну: Ольденбург перейшов гольштейнському герцогу Павлу (майбутньому російському імператору Павлу І), який віддав його своєму дядькові Фрідріху-Августу І. Той став першим герцогом Ольденбурзьким.

## Назва
- Ольденбу́рзьке гра́фство (лат. Oldenburgensis / Oldenburgicus Comitatus) — офіційна латинська назва.
- Гра́фство О́льденбурзьке (рос. графство Ольденбургское) — російська назва.
- Гра́фство О́льденбург (нім. Grafschaft Oldenburg) — німецька назва.

## Історія
Місто було вперше згадано в 1108 році під назвою Альденбург. Воно стало важливим завдяки своєму розташуванню біля броду судноплавної річки Хант. Ольденбург став невеликим графством у тіні значно могутнішого вільного ганзейського міста Бремен.
Північна та західна частини того, що згодом стане Великим герцогством Ольденбурзьким, перебували в руках незалежних або напівнезалежних фризьких князів, які зазвичай були язичниками, і графи Ольденбурзькі захопили більшу частину цих земель у серії воєн протягом початку XIII ст. Вільне ганзейське місто Бремен і єпископ Мюнстера також часто воювали з графами Ольденбурга.
Генеалогію графів Ольденбурзькиха можна простежити до знаменитого вождя саксів Відукінда (супротивника Карла Великого), але їхнім першим історичним представником був Гуно з Рюстрінгена (помер у 1088 році, заснував монастир у Растеде у 1059 році). Нащадки Гуно були васалами герцогів Саксонських і іноді бунтували. Їм було присвоєно титул імперських князів, коли імператор Фрідріх I розділив Саксонське герцогство в 1189 році. У цей час Дельменгорстське графство було частиною володінь графів Ольденбурзьких, але згодом воно кілька разів відокремлювалося від них. для формування уділу для молодших гілок родини, а саме в бл. 1266-1436, 1463-1547 і 1577-1617 роках.
У 1448 році син і спадкоємець графа Ольденбурзького Дітріха (помер у 1440 році), якого звали Крістіан, став королем Данії як Крістіан I. Хоча Ольденбург був далеко від кордонів Данії, тоді став датським ексклавом. Контроль над містом був залишений братам короля, які встановили недовгу тиранію.
- 1767 рік: Копенгагенський договір. Росія обіцяє віддати Данії частину Шлезвігу-Гольштейну в обмін на графства Ольденбурзьке і Дельменгорстське.
- 1773 рік: Царськосільський трактат. Росія виконує умови Копенгагенського договору. Російський великий князь і гольштейнський герцог Пауль (майбутній російський імператор Павло І) віддає права на Ольденбурзьке графство своєму дядьку Фрідріху-Августу І.
- 1774 рік: графство перетворено на Ольденбурзьке герцогство.

## Графи
- 1773: Пауль (згодом — російський імператор Павло I)
- 1773—1774: Фрідріх-Август I

## Герб
- Герб Ольденбургу: у золотому щиті дві червоні балки.
- Герб Ольденбургу і Дельменгорсту: щит перетято на золото і синь; у золотому полі дві червоні балки, а в синьому — золотий хрест, загострений внизу.

Ольденбург
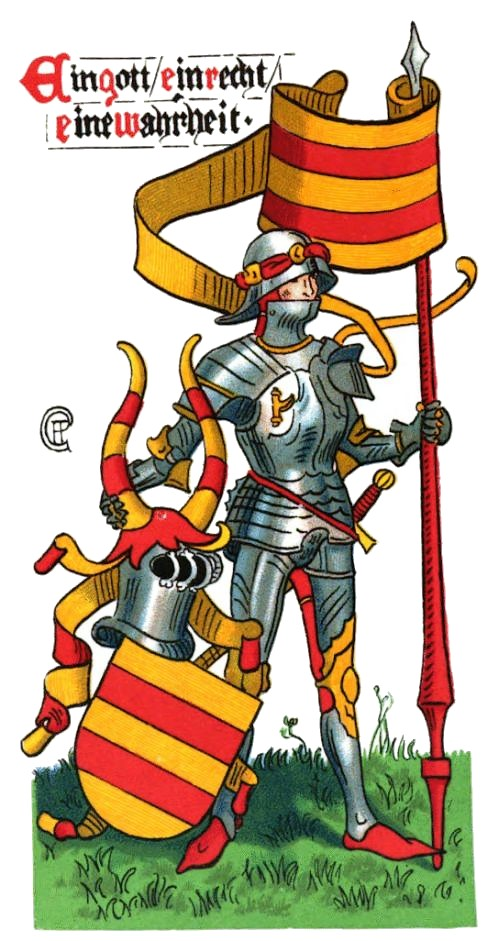
Ольденбург
Ольденбург-Дельменгорст
Ольденбург-Дельменгорст
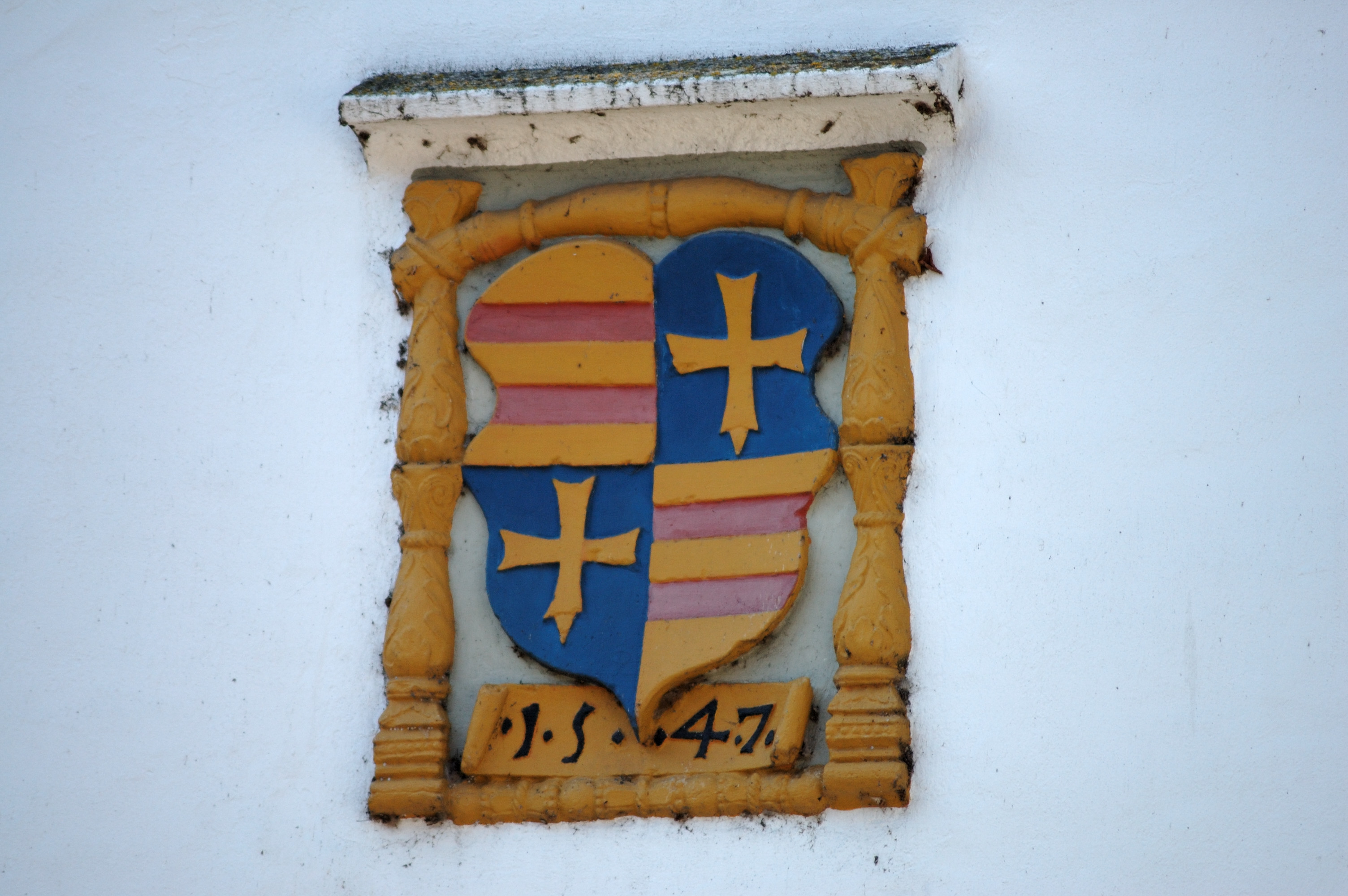
Ольденбург-Дельменгорст